# Unutrašnja delta
Unutrašnjom deltom naziva se takva vrsta riječne delte gdje rijeka prolazi kroz depresiju ili nizinu, ili završava u bazenu iz kojeg ne izlazi niti jedan vodotok.

## Unutrašnja delta s vlastitim oticanjem
U unutrašnju deltu s oticanjem utiče vodotok. Kako zemljište na tom području ima vrlo malen ili uopće nema nagib, voda se često dijeli na više manjih tokova, rukavaca, da bi se na najnižoj točki ponovo svi rukavci okupili i zadržavali se, dok razina nakupljene vode ne dosegne najnižu točku izlaza iz nizine. Tada nastavlja ponovo teći. Tako se oblikuju vlažna područja s redovnim poplavama, ili se stvara jezero. 
Neki primjeri takvih unutrašnjih delti s poplavnim nizinama i vlastitim oticanjem su:
- Elba kod Hamburga (Njemačka, Europa)
- Niger u nizini Massina (Mali, Afrika)
(rijeka Niger na kraju svog toka tvori i riječnu deltu)
- Ob u zapadnosibirskoj nizini u Sibiru (Rusija, Azija)
(Ob na kraju svog toka tvori deltu ali i estuarij)

## Unutrašnja delta s drugim oticanjem
Ovako se naziva unutrašnja delta kad jedna tekućica uđe u poplavnu nizinu, razdvoji se u više rukavaca, i na kraju svi rukavci utječu u drugu, veću tekućicu.
Primjer takve delte tvori rijeka Rio Purus koja na taj način utječe u Amazonu (Brazil, Južna Amerika).

## Bazen, unutrašnja delta bez oticanja
Ova vrsta delte stvara se kad tekućica utiče u bazen ili depresiju i obično se u više rukavaca sljeva do najniže točke bazena bez odtoka, gdje voda ispari ili ponire. U takvim oblicima reljefa gdje je nadmorska visina iznad morske razine ali niža od nadmorske visine okolnog područja, skuplja se voda jednog ili više potoka i rijeka. U tropskim područjima s kišnim razdobljima na takvim mjestima stvara se vlažno područje s periodičkim poplavljivanjem. Događa se, da se u takvim bazenima stvaraju močvare i/ili da se ciklički ili trajno oblikuju jezera.
Primjeri nekih od takvih bazena - unutrašnjih delti su:
- Amu-Darja, utječe u Aralsko jezero (iz kojeg ne istječe niti jedan vodotok) (Uzbekistan, Azija)
- Ili, utječe u Balhaško jezero (iz kojeg također ne istječe nijedan vodotok) (Kazahstan, Azija)
- Murgab se gubi u pustinji Karakum (Turkmenistan, Azija)
- Okavango, završava u delti Okavangoa (Bocvana, Afrika)
- Sir-Darja, utječe u Aralsko jezero (Kazahstan, Azija)

## Depresija, unutrašnja delta bez otjecanja
Kod ove vrste delte tekućica se dijeli na nekoliko rukavaca koji zatim teku do najniže točke depresije bez oticanja, gdje voda ispari ili ponire. Kod takvog oblika reljefa gdje se bazen nalazi ispod razine mora a pored toga je i niži od okolnog područja, voda potoka, rijeke ili više rijeka skuplja se tvoreći naročito u tropskim područjima s kišnim razdobljima vlažna područja s periodičnim poplavama. Pored toga, u ovim depresijama mogu nastati močvare i/ili da se ciklički ili trajno oblikuju jezera.
Primjeri takvih depresija bez otjecanja:
- Jordan utječe u Mrtvo more (Jordan, Azija)
- Volga (ima deltu od oko 18.000 km²) utječe u Kaspijsko more (Rusija, Azija)

## Poveznice
- Riječna delta
- Estuarij